# Mateu Alemany Enseñat
Matías Alemany Enseñat "Macià Taumet" (Andratx, 12 de juny de 1921 - 8 de gener de 2016) va ser un ciclista mallorquí que fou professional entre 1946 i 1956. De la seva carrera professional destaca un 2n lloc a la Volta a Llevant de 1949, i un 9è a la Volta a Catalunya del mateix any, on va vèncer en la categoria d'independents. Va participar en la volta ciclista Espanya l'any 1950, convertint-se aleshores en l'únic andritxol que ho ha aconseguit. Molt reconegut al seu poble, Andratx, on a l'any 2015 se li va fer un homenatge al final de la Challenge ciclista amb entrega d´un premi honorífic a la seva carrera i com a representant d´Andratx dins del món esportiu. Pare de tres fills i padrí de tres nets, va viure tota la seva vida amb la seva dona, na Margalida i va morir tan enamorat d´ella com hi estava el dia que es varen conèixer.

## Palmarès

### Resultats a la Volta a Espanya[2]
- 1947. Abandona (3a etapa)
- 1950. 22è de la classificació general.
- 1956. Abandona (1a etapa)